# Reyðarfjall
Reyðarfjall est une colline de l'Est de l'Islande, dans l'Austurland. Selon l'historien islandais du XIIe siècle Sæmundr Sigfússon, c'est ici que les marins norvégiens de Naddoddr, selon le Landnámabók, auraient accosté et découvert l'Islande après s'être perdus en mer.